# Avellino
Avellino er en italiensk by og kommune i regionen Campania. Byen har 52.198(2023)indbyggere og er hovedby i Avellino-provinsen.